# Kostel svaté Maří Magdalény (Kuřim)
Kostel svaté Maří Magdalény je římskokatolický chrám ve městě Kuřim v okrese Brno-venkov. Je chráněn jako kulturní památka České republiky. Je farním kostelem kuřimské farnosti.

## Historie
Kuřimský kostel založil král Přemysl Otakar I. před rokem 1226. Jednalo se o jednoduchou jednolodní stavbu, z niž se dochovala východní část severní zdi lodi s částí zdi kněžiště. Asi ve druhé polovině 15. století byla k severní straně chrámu přistavěna současná hranolová věž. Zřejmě před polovinou 18. století byl Mořicem Grimmem zpracován projekt na celkovou barokní přestavbu kostela. K té došlo v letech 1766–1772, není však jisté, zda byly využity Grimmovy plány. Ze starého chrámu zbyla pouze věž a část severní zdi, jinak byl kostel postaven zcela nově jako jednolodní s odsazeným presbytářem ukončeným apsidou. K severní i jižní zdi kněžiště přiléhají malé útvary obdélného půdorysu, v jižním se původně nacházela sakristie, která byla později přemístěna do severního přístavku, kde do té doby zřejmě byla kaple. Před vchodem v jižní zdi lodi stojí malá předsíň.
Do roku 1833 se kolem kostela nacházel hřbitov.